# Oud-Beijerland
Oud-Beijerland (dân số: 23,797 in 2005) là một đô thị ở phía tây Hà Lan, trong tỉnh Zuid-Holland. Đây là đô thị đông dân nhất ở đảo Hoekse Waard, tọa lạc bên các sông Oude Maas và sông Spui.
Đô thị Oud-Beijerland also bao gồm các cộng đồng Vuurbaken và Zinkweg.